# 小暮英三郎
小暮 英三郎（こぐれ えいざぶろう、1843年（天保14年9月） - 1926年（大正15年）1月24日）は、明治時代の政治家、銀行家。貴族院多額納税者議員。号・梅園。

## 経歴
小暮清之、房子の長男として上野国佐位郡太田村（佐波郡三郷村を経て現伊勢崎市）に生まれる。矢野正任、市川左近に儒学を、尾高高雅、海上胤平に国学を学ぶ。1871年（明治4年）旧伊勢崎藩主の酒井忠彰により副戸長を、同年8月には伊勢崎県庁より太田村正心学校頭取を命じられた。1874年（明治7年）伊勢崎町製糸共研究会頭取となり、訓導を経て、群馬県会議員、所得税調査委員、三郷村長などを歴任した。ほか、伊勢崎銀行頭取を務めた。和歌を能くし万葉集の研究をした。
1897年（明治30年）群馬県多額納税者として補欠選挙で貴族院議員に互選され、同年1月29日から同年9月28日まで在任した。
伊勢崎で織物買継業を経営したが不況のため引退し、その後、福島県相馬郡松ヶ江村（現相馬市）に隠棲し、和歌などを楽しみながら余生を送った。